# Давидово (Силістринська область)
Дави́дово (болг. Давидово) — село в Силістринській області Болгарії. Входить до складу общини Кайнарджа.

## Населення
За даними перепису населення 2011 року у селі проживали 175 осіб.
Національний склад населення села:
| Національність   | Кількість осіб | Відсоток |
| ---------------- | -------------- | -------- |
| турки            | 58             | 66,7%    |
| цигани           | 24             | 27,6%    |
| болгари          | 5              | 5,7%     |
| інша             | 0              | 0%       |
| не визначились   | 0              | 0%       |
| Всього відповіли | 87             |          |

Розподіл населення за віком у 2011 році:
Динаміка населення: